# Horní Nětčice
Horní Nětčice – miejscowość i gmina (obec) w Czechach, w kraju ołomunieckim, w powiecie Przerów. W 2022 roku liczyła 229 mieszkańców.